# Matamoros los Hoyos
Matamoros los Hoyos är en ort i Mexiko.   Den ligger i kommunen Lagos de Moreno och delstaten Jalisco, i den centrala delen av landet, 400 km nordväst om huvudstaden Mexico City. Matamoros los Hoyos ligger 1 991 meter över havet och antalet invånare är 608.
Terrängen runt Matamoros los Hoyos är en högslätt. Runt Matamoros los Hoyos är det ganska tätbefolkat, med 56 invånare per kvadratkilometer. Närmaste större samhälle är Palo Alto, 11,0 km nordost om Matamoros los Hoyos. Trakten runt Matamoros los Hoyos består till största delen av jordbruksmark.